# سالیروفیلیا
سالیروفیلیا (الگو:Langen) یک فتیش یا انحراف جنسی است که شامل کسب لذت شهوانی از کثیف کردن یا ژولیده کردن شی مورد نظر شخص (که معمولاً یک فرد جذاب است) می‌باشد. سالیروفیلیا ممکن است شامل پاره کردن یا آسیب رساندن به لباس فرد، پوشاندن شخص در گل یا کثیفی، یا بهم ریختن مو یا آرایش آنها باشد. فتیش شامل صدمه یا آسیب رساندن به خود سوژه نیست، بلکه فقط ظاهر آنهاست.